# Joan Greenwood
Joan Greenwood, född 4 mars 1921 i Chelsea i London, död 28 februari 1987 på samma plats, var en brittisk skådespelare. Hon var utbildad vid Royal Academy of Dramatic Art. Greenwood, som främst var verksam som scenskådespelare, medverkade också i runt 35 filmer och ungefär lika många TV-produktioner.

## Filmografi, urval
- 1947 – Oktobermannen
- 1947 – Kvinnor och älskare
- 1948 – Saraband
- 1949 – Massor av whisky
- 1949 – Sju hertigar
- 1951 – Mannen i vita kostymen
- 1952 – En ryslig fästman
- 1954 – En fransman i London
- 1954 – Mästerdetektiven
- 1955 – Slottet i skuggan
- 1963 – Tom Jones
- 1978 – En jycke för mycket
- 1987 – Lilla Dorrit